# Józefa Daszkiewicz-Hubicka
Józefa Daszkiewicz-Hubicka (ur. 23 września 1915 w Chersoniu, zm. 28 lipca 1988 w Lublinie) – polska entomolog, dipterolog.
Uczęszczała do Liceum Krzemienieckiego, które ukończyła w 1935, uzyskując dyplom nauczyciela szkoły powszechnej. Podjęła pracę jako nauczycielka w szkole powszechnej w Dubnie, a później w Krasce. Rozwijała swoje zainteresowania przyrodnicze i w latach 1937–1939 odbyła (korespondencyjnie) Wyższy Kurs Nauczycielski z przedmiotów przyrodniczych. W 1944 przeniosła się do Puław, gdzie pracowała w Instytucie Gospodarstwa Wiejskiego jako asystent. W latach 1945–1950 studiowała na Wydziale Matematyczno-Przyrodniczym Uniwersytetu Marii Curie-Skłodowskiej w Lublinie, jednocześnie pracując jako nauczycielka w lubelskich liceach. Po ukończeniu studiów zaczęła pracę w Zakładzie Zoologii Instytutu Biologii UMCS, gdzie pracowała do 1986. Zmarła w 1988, została pochowana na cmentarzu przy ul. Lipowej w Lublinie.
Na UMCS uzyskała doktorat (w 1959), habilitowała się (w 1970) i w 1971 została docentem.

## Działalność naukowa
Jej zainteresowania naukowe dotyczyły systematyki, faunistyki, biomorfologii i anatomii porównawczej niezmiarkowatych i bzygowatych. Badała też metabolizm oddechowy owadów.
W dorobku ma 50 publikacji, w tym 17 oryginalnych prac naukowych, z których najważniejsze są: „Krajowe gatunki rodzaju MeromyzaMG. (Diptera, Chloropidae)”, „A new species of the genus DicraeusLW. (Diptera, Chloropidae) from Poland” i „New species of the genus MeromyzaMG. (Diptera, Chloropidae) from Poland”. Jako pierwsza opisała 6 gatunków.

## Działalność pozanaukowa
Zorganizowała 6-letnie zaoczne studia biologiczne na UMCS. Opracowała program metodyki nauczania biologii, współpracowała z lubelskim kuratorium przy szkoleniu nauczycieli biologii. Była promotorem 78 prac magisterskich.
Była przewodniczącą lubelskiego oddziału Polskiego Towarzystwa Zoologicznego, działała też w innych organizacjach naukowych.

## Odznaczenia i nagrody[2]
Józefa Daszkiewicz-Hubicka otrzymała następujące odznaczenia i nagrody:
- Krzyż Kawalerski Orderu Odrodzenia Polski (w 1983)
- Złoty Krzyż Zasługi (w 1973)
- Medal UMCS „Nauka w Służbie Ludu” (w 1975)
- Medal Komisji Edukacji Narodowej (w 1980)
- Nagrodę Ministerstwa Nauki i Szkolnictwa Wyższego (w 1985)
- tytuł Zasłużonego Nauczyciela PRL[1]